# Psilurus
Psilurus é um género botânico pertencente à família Poaceae.